# Carl Brose

Plastik „Göttin des Glücks“ im Atelier von Carl Brose mit der Aufnahme des Künstlers und dem Modell des Brunnens für den Marktplatz in Homberg im Hintergrund, 1913

Carl Brose (* 8. Mai 1880 in Osnabrück; † 1959 in Wuppertal) war ein deutscher Bildhauer und Unternehmer.

## Leben
Carl Brose studierte an der Kunstakademie Leipzig und von 1902 bis 1907 an der Kunstakademie Dresden bei Johannes Schilling und Georg Wrba. Sein Hauptwirkungskreis war Dresden. Zeitweise war er in Elberfeld ansässig. Brose war Mitglied der Dresdner Künstlergruppe 1913. Er war verheiratet mit Charlotte Marie Brose geb. Theil (* 21. November 1883; † 8. April 1977). Beide wurden auf dem Friedhof Bredtchen in Wuppertal beigesetzt. Die Grabstelle wurde 2013 aufgehoben. 
Er gründete 1920 die heute nicht mehr existierende Metallbaufirma „Carl Brose“ als Wagnerei und Karosseriefabrik. Brose konzentrierte sich bald auf die Entwicklung, den Bau und Vertrieb von Fahrgastinformationen für die Anzeige von Liniennummer und Endziel bei Bussen und Bahnen. Die Firma war europaweit erfolgreich durch die Entwicklung und den Vertrieb der Rollbandanzeige bis hin zur Rollbandautomatik in den 1960er Jahren mit motorischer Steuerung. Ab 1978 trat die Firma unter der Bezeichnung „Carl Brose GmbH“ auf.

## Werk
Carl Brose gestaltete den Marktbrunnen auf dem Bismarckplatz in Homberg. Brose schuf dazu die Bronzefigur „Göttin des Glücks“. Die feierliche Einweihung des Brunnens fand am 16. Juni 1913 statt. Die „Göttin des Glücks“ wurde von den Hombergern sehr bald „Komps Traut“ genannt. Das war der Name einer „stadtbekannten Dame“. Die Bronzefigur wurde 1940 demontiert und als Metallspende der Wehrmacht übergeben. Der Brunnen selber blieb noch bis 1955 in Betrieb und wurde danach im Zuge einer Neugestaltung des Bismarckplatzes entfernt. Am 8. September 1990 wurde der alte Brunnen mit einem Nachguss der Bronzefigur nach alten Abbildungen des Originals auf dem Bismarckplatz wieder neu eingeweiht.
Brose schuf auch Kleinplastiken, Porträtbüsten und Metalltreibearbeiten wie Schmuckkästen, Schalen, Zigarettenkästen und Bildnisplaketten sowie kunstgewerbliche Arbeiten wie Wandleuchter, Handspiegel, Klingelknöpfe und Schreibutensilien.

## Ausstellungen (Auswahl)
- 1908: Kunstsalon Emil Richter, Dresden. Sonderausstellung Ernst Burmester, Ernst Richard Dietze, Carl Brose.[3]
- 1908: Große Berliner Kunstausstellung, gezeigt: Am Ufer, Gips.[4]
- 1909: Sonderausstellung Ernst Burmester, Ernst Richard Dietze, Carl Brose. 6. Januar bis Mitte Februar 1909. Galerie Pietro del Vecchio, Leipzig.[5]
- 1910: Große Berliner Kunstausstellung, gezeigt: Figur für eine Balustrade, französischer Kalkstein.
- 1913: Große Aquarell-Ausstellung Dresden, gezeigt: Bildnisbüste Maler B. (Stein)[6]. Bildnisbüste Prof. L. (Bronze). Bildnisbüste Herr W. N. (Bronze). Französisches Widderkanichen (Bronze).
- 1914: Dresdner Künstlergruppe 1913. Ausstellung von Gemälden, Graphik, Zeichnungen und plastischen Werken, Galerie Ernst Arnold, Schloßstraße 34, Dresden.[7]
- 1914: Große Berliner Kunstausstellung, gezeigt: Brunnenfigur, Bronze.
- Ohne Jahr: Sonder-Ausstellung, Carl-Brose, Lindenau-Museum Altenburg.[8]

## Abbildungen

Brunnen auf dem Marktplatz in Homberg mit der Plastik „Göttin des Glücks“, 1913
Einweihungsfeier des Brunnens auf dem Marktplatz in Homberg 1913
Bronzefigur „Göttin des Glücks“ im Atelier von Carl Brose
Seitenansicht
Seitenansicht
Rückenansicht
Autograph von Carl Brose an Franz Kunz
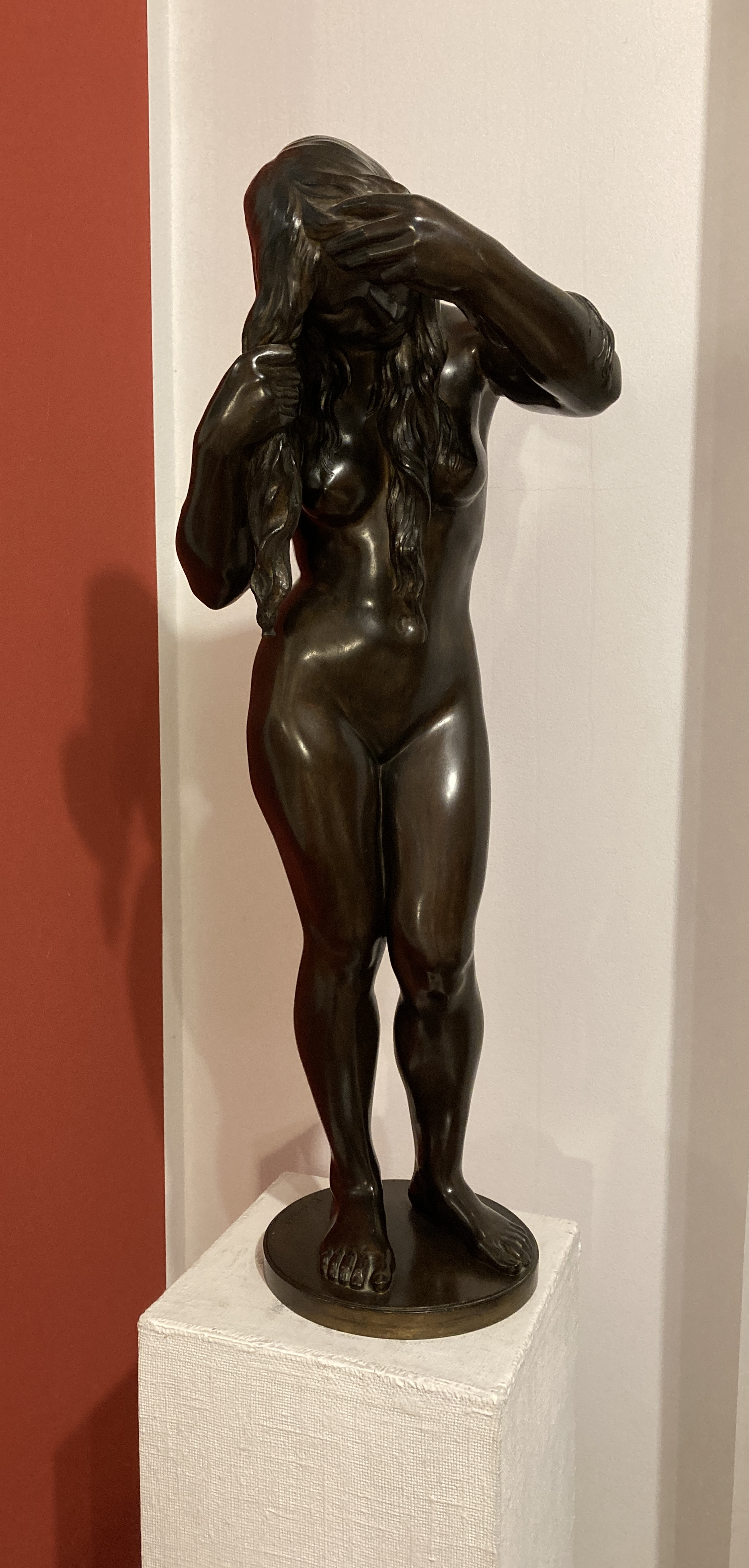
Bronzefigur "Kämmende Frau" Carl Brose (Privatbesitz)